# Dialeurolonga robinsoni
Dialeurolonga robinsoni là một loài côn trùng cánh nửa trong họ Aleyrodidae, phân họ Aleyrodinae.
Dialeurolonga robinsoni được Takahashi & Mamet miêu tả khoa học đầu tiên năm 1952.